# Lamothe-Cumont
Lamothe-Cumont é uma comuna francesa na região administrativa de Occitânia, no departamento de Tarn-et-Garonne. Estende-se por uma área de 5,35 km². Em 2010 a comuna tinha 130 habitantes (densidade: 24,3 hab./km²).